# Westcoastswing
De westcoastswing is een parendans die afkomstig is van de lindyhop. Hij is te herkennen aan een elastisch bewegingspatroon, dat voortkomt uit de strekking-compressietechniek die voor de connectie tussen partners wordt gebruikt en wordt voornamelijk op een klein rechthoekig deel van de dansvloer (een zogenaamde slot) gedanst. Beide partners kunnen stappen improviseren, waardoor de westcoastswing een van slechts enkele dansen is waarin de nadruk op improvisatie ligt. Enkele andere voorbeelden zijn de salsa, de Argentijnse tango en de shag.
Alternatieve benamingen voor de basispatronen in de westcoastswing zijn: push break (of sugar push), left side pass, right side pass, tuck turn en whip. Bijna alle andere figuren in de westcoastswing zijn varianten van deze basispatronen.
De anchor step (dat feitelijk geen stap is, maar een gewichtsverplaatsing) is een veelgebruikt einde van veel figuren in de westcoastswing.

## Karakteristieken van de westcoastswing
- Triple Steps
- Slot
- Ritmes van 6 and 8 tellen

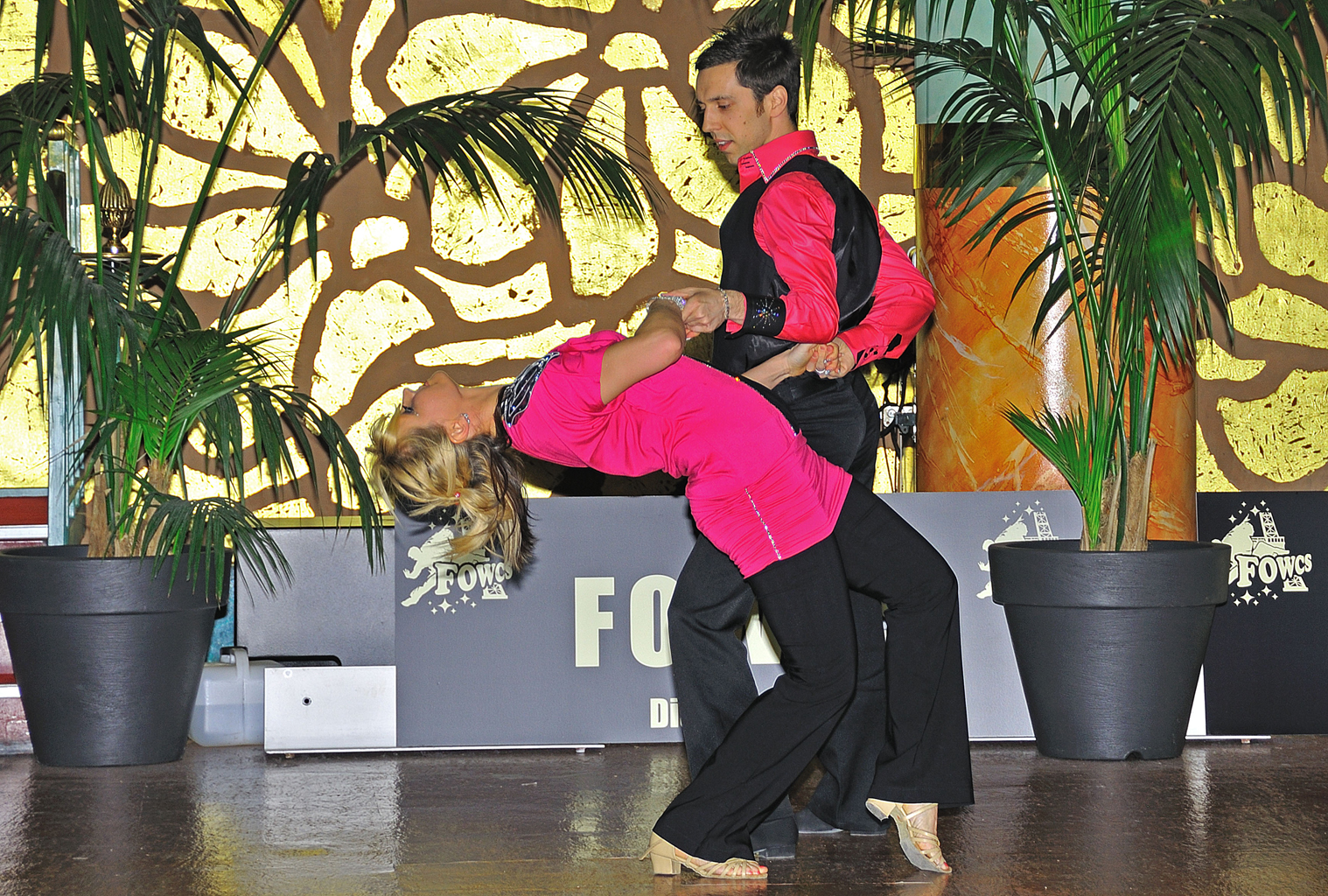
Westcoastswing

- Basisvariaties: (starter step), Pushes, Passes and Whips
- Elasticiteit
- Volger loopt voorwaarts om een patroon te starten
- Vierkwartsmaat

## Geschiedenis
De westcoastswing ontstond uit de lindyhop.
Dansdocent en artiest Dean Collins, die rond 1937 in de omgeving van Los Angeles aankwam, had grote invloed op de ontwikkeling van de stijl van swingdans aan de westkust (West Coast) van de Verenigde Staten.
Laure Haile, van de naar Arthur Murray vernoemde keten dansstudio's, beschreef de swingdansen in Los Angeles en gebruikte de naam "western swing".
Gedurende de jaren 40 en 50 van de twintigste eeuw waren de western swing, boogiewoogie, en, in mindere mate, jumpblues populair aan de westkust van de VS. Deze dansen werden in 1954 hernoemd en in de markt gezet als rock-'n-roll. Ze waren een 'swingier', gepolijster en tammere versie van de jitterbug op de plaatselijke swingmuziek.
De westcoastswing (toen nog western swing genoemd) is de basis van de dans in een van de scènes in Hot Rod Gang (1958). De muziek in deze scène komt van rockabillymuzikant Gene Vincents "Dance to the Bop".
De zeer bekende dansdocent Arthur Murray leerde zijn studenten de western swing met een begin in de gesloten positie en de mogelijkheid om enkel, dubbel of drievoudig ritme te dansen. Later ontstonden er zogenaamde "throwout"-figuren waarbij de vrouw "naar binnen" liep en de man een rock step deed, of de partners samen liepen op tellen een en twee. Hoewel de dans grotendeels hetzelfde bleef, hanteerde het danslerarengenootschap Golden State Dance Teachers Association (GSDTA) de loopstappen op tellen 1 en 2. De GSDTA verving Laure Hailes coaster step rond 1961 door een anchor step.
De term "West Coast swing" wordt in een dansboek uit 1961 en in een advertentie uit 1962 van Skippy Blair, de danser die erom bekendstaat dat zij de westcoastswing populair heeft gemaakt, als synoniem voor "western swing" gebruikt maar werd pas eind jaren 60 algemeen in gebruik genomen door swingdansers.
De term western swing werd tot in 1978 nog gebruikt door diverse grote dansstudio's als aanduiding voor dansen waarbij op een klein rechthoekig deel van de dansvloer gedanst wordt.
Rond 1978 werd ook de term "California swing" gebruikt, maar hierbij was de styling net wat anders. Tegen die tijd had de GSDTA zo'n 200 of meer figuren en variaties voor de westcoastswing vastgelegd.
In 1988 werd de westcoastswing verheven tot de officiële dans van de Amerikaanse staat Californië.

## Slots
De westcoastswing is een zogenaamde "slotted dance". Het "slot" is een ingebeeld rechthoekig gebied, lang en dun, waarbij de lengte wordt bepaald door de leider en de lengte over het algemeen langer als er heel traag gedanst wordt, en korter als de muziek sneller is. De leider beweegt de volger van de ene kant naar het slot naar de andere kant, waarbij de volger een gelijkmatige snelheid en richting van beweging behoudt totdat ze (door de leider of door haar eigen frame) wordt afgeremd of van richting wordt veranderd. De leider beweegt steeds een minimale afstand van het middelpunt opzij, zodat de volger de ruimte heeft om te passeren.
Bij sociale dansavonden dicteert de etiquette om (vooral op een drukke dansvloer) steeds binnen hetzelfde slot te blijven, om botsingen te voorkomen. Wanneer een danspaar meerdere keren hetzelfde slot heeft gedanst, dan heeft het "recht" op dat deeltje van de dansvloer en meestal werken andere koppels mee en kiezen zij hun eigen slot parallel aan dat van andere paren. Als het niet druk is op de dansvloer en het danspaar meer ruimte heeft, bijvoorbeeld bij een wedstrijd, dan kunnen de dansers het slot meer vrijelijk over de vloer verplaatsen.
Er bestaan broodjeaapverhalen over de herkomst van het dansen in slots. Volgens één verhaal is het een uitvinding van filmmakers in Hollywood die wilden dat dansers op hetzelfde vlak bleven, om te zorgen dat ze niet steeds in en uit focus kwamen.
Een variatie op dit verhaal is dat de filmmakers zouden willen voorkomen dat kijkers tegen de ruggen van de dansers aankeken. Als je naar films met werk van Dean Collins uit de jaren 40 en rock-'n-rollfilms van halverwege de jaren 50 kijkt, dan zie je dat dansers vaak en onvermijdelijk met hun rug naar de camera draaien. Hoewel in hetzelfde gebied en onder dezelfde omstandigheden ook een swingdans populair werd die niet met slots werkte, namelijk de balboa, wordt toch vaak gezegd dat jitterbugdansen in de bioscoopzalen de inspiratie waren voor het dansen in slots.
Er zaten veel figuren in slots in de lindyhop en jitterbug tijdens de jaren 40 en 50. Maar in tegenstelling tot het loop-loop uit de westcoastswing werden daar twee sets triple steps gebruikt wanneer de volger zich door het slot verplaatste, gevolgd door een rock step in plaats van de huidige triple en anchor step.

## Muziek
De westcoastswing stamt uit het swingtijdperk van de jazz. In deze periode verwerkten veel jazz-, blues- en countrymuzikanten swing in hun muziek. Laure Haile, die de western swing als eerste beschreef, noemde in haar boek Arthur Murray Silver Dance Notebook de volgende liedjes als goede voorbeelden van goede swing- of foxtrotnummers:
- "Let's Dance" van Ray Anthony (1951)
- "Be-Bop's Spoken Here" van Les Brown

Ook goede swing, maar met een ongebruikelijk schema "AABA":
- "One Mint Julep" van Buddy Morrow (1952)
- "Dry Bones" van Tommy Dorsey (1949?)

Er zijn westcoastswingfiguren te zien in rock-‘n-roll-films uit die periode.
Terwijl in de jaren 60 de tieners liever freestyledansten en steeds wisselende dansrages volgden, bleven volwassenen swingdansen.
In de Encyclopedia of Social Dance uit 1971 werd maar één liedje vermeld voor western swing: "Comin' On" van Bill Black's Combo (1964).
Halverwege de jaren 70, in het discotijdperk, werden parendansen weer populair en in Californië was toen onder andere de westcoastswing populair. In de jaren 90 dansten country-and-westerndansers de westcoastswing op hedendaagse country-and-westernliedjes.
De westcoastswing kan op bijna alle muziek met een vierkwartsmaat gedanst worden.
In het verleden werd 32 maten per minuut (32 × 4 = 128 bpm) gezien als de ideale snelheid voor de westcoastswing. Ter vergelijking: voor de western swing werd geadviseerd platen van ongeveer 28 mpm (28 × 4 = 112 bpm) te gebruiken. In haar regels voor 2014–2016 adviseerde United Country Western Dance Council een bereik van 102–114 bpm met als ideale tempo 108 bpm "voor alles." De westcoastswing wordt ook gedanst op genres als hiphop en blues, die beide vaak veel trager dan 100 bpm zijn.

## Stijlen
Skippy Blair schreef over de westcoastswing: "Het enige probleem met SWING is wanneer iemand besluit dat er maar EEN MANIER is om die te dansen. Er is nooit maar EEN MANIER om iets te doen..." "'Probeer verschillende stijlen van andere mensen die je mooi vindt... tot je er een vindt die BIJ JOU PAST."
Wanneer het op verschillende soorten muziek wordt gedanst, krijgt de westcoastswing een andere uitstraling en gevoel.
In een overzicht van trends in de westcoastswing uit 1998 werden de volgende twee trends genoemd:
- Traditional/Classic, waarbij de vrije arm heel weinig wordt uitgestrekt, de leider bij de meeste figuren van en naar het midden van het slot beweegt en het paar een hoge basisspanning of -compressie heeft.
- Modern, waarbij de vrije arm vaker wordt uitgestrekt, en belangrijk is hoeveel spins en dergelijke de leider kan aangeven.

Bij snelle muziek blijft de hand waarmee de leider de volger vastheeft in een vaste positie op tel 3 wanneer de partners elkaar passeren of tijdens een push.
In 1994 merkte Blair op dat de leiders meer rechtop waren gaan dansen dan voorheen.

## Basisrichtlijnen
De westcoastswing is een zich ontwikkelende sociale dans waar in de loop der tijd veel aan veranderd is en waar technieken uit tal van dansstijlen in zijn verwerkt. Maar er zijn veel richtlijnen waar men zich aan zou moeten houden om de ware aard van de dans te behouden. De aard van een dans wordt meestal omschreven in een basisbenadering, bewegingsbeginselen en traditionele stappen en figuren. Hoewel dansers deze richtlijnen best weleens kunnen negeren, bestaat bij te veel afwijkingen het risico dat de kenmerkende eigenschappen van de dans verloren gaan.
De moderne westcoastswing draait in grote mate om muzikaliteit en connectie. De manier van bewegen is gebaseerd op een principe uit de ballroom en latin waarbij de dansers hun zwaartepunt geleidelijk over de voet verplaatsen wanneer een gewichtsverplaatsing nodig is. Traditionele figuren bestaan onder andere uit patronen van 6 of 8 tellen van een van de vier basisvariaties: (1) starter step, (2) side pass, (3) push break / sugar push, (4) whip. Vaak gedanste figuren uit de westcoastswing zijn afgeleiden van deze basisfiguren. De westcoastswing is in de basis ook een geïmproviseerde dans, dus dergelijke bekende figuren zijn voor de ervaren danser slechts een beginpunt. Daarnaast is het bij de westcoastswing belangrijk dat de leider het momentum van de volger inzet en stuurt om de volger te laten weten hoe hij of zij de dans wil leiden.
Technische richtlijnen:
- Ieder figuur of patroon moet eindigen met een anchorpositie en een stretch, een typisch kenmerk van de westcoastswing. Dit markeert het einde van een figuur en herstelt de connectie tussen de dansers.
- De leider moet zorgen dat het paar binnen het slot blijft en voor een verankerde connectie aan het eind van ieder figuur/patroon zorgen.
- De leider gebruikt zijn of haar eigen gewichtsverplaatsingen, niet alleen de hand of de arm, om de beweging van de volger te sturen.
- De volger danst door tot aan het eind van het slot, om een verankerde connectie te creëren.
- De volger gaat uit van een stap-staptelling tenzij iets anders wordt geleid.
- Er zijn zowel open als gesloten danshoudingen mogelijk.
- Er moet altijd connectie zijn, middels een combinatie van fysieke en visuele connecties.
- De meeste stappen worden in sets van twee tellen gedanst, waardoor het mogelijk is om figuren van zes of acht tellen uit te breiden of in te korten naargelang de muziek verandert.
- De leider moet vooruit plannen om de volger muzikale accenten te laten voelen.

Hoewel er veel uitzonderingen en variaties op de volgende richtlijnen zijn, zijn de traditionele richtlijnen (uit de jaren 70) voor de westcoastswing:
- De volger begint altijd met de rechtervoet.
- De volger begint op de zogenaamde down beat, de eerste of derde tel van een maat.
- De volger heeft om te beginnen een ritmepatroon van zes tellen: loop, loop; triple stap met rechts, triple stap met links.
- De volger loopt vooruit op de eerste twee tellen van ieder patroon.
- De volger zet aan het eind van ieder patroon drie stappen: de anchor step.
- De leider begint altijd met de linkervoet.
- De leider past zijn of haar eerste beweging aan aan de locatie van de volger.
- De leider varieert stap 2 afhankelijk van de richting van het patroon.
- Op beginners- en gevorderdenniveau beginnen de meeste dansers met een starter step van vier tellen.

(De stap van de volger is anders dan die van de leider, de partners spiegelen elkaars passen niet.)
Hieronder staat een paar basisfiguren die iedere westcoastswingdanser zou moeten kennen. Ze worden uitgevoerd met hetzelfde "stap stap tri-ple-stap tri-ple-stap"-patroon dat acht stappen in zes tellen van de muziek beslaat. De term "tel" wordt gebruikt als synoniem voor een "beat", meestal een kwartnoot van de muziek.

## Basisfiguren of "patronen"
- Underarm pass of right-side pass: Basisfiguur van zes tellen waarbij de volger naar de andere kant van het slot wordt geleid langs de rechterzij van de leider (right side pass) en ook nog onder de arm van de leider door (underarm pass). Telling: 1 2 3en4 5en6.
- Left-side pass: Basisfiguur van zes tellen waarbij de volger naar de andere kant van het slot wordt geleid langs de linkerzij van de leider. Telling: 1 2 3en4 5en6.
- Tuck pass: Als een left-side pass in zes tellen, maar de leider voert een "tuck" uit op 2 door de volger richting de leider te draaien en dan terug in de richting van het slot te draaien op tel 4. De volger draait vervolgens onder de linkerarm van de leider op 5en6. De draai kan ofwel een halve draai of anderhalve draai zijn. Sommige dansdocenten leren hun studenten dat de "tuck" niet geleid wordt, omdat hij moeilijk te volgen is. In theorie zou een tuck net zo moeten werken als het indraaien van de arm voordat je een frisbee gooit. Telling: 1 2 3en4 5en6.
- Sugar push of Push Break: Verplaatsing van zes tellen waarbij de volger, met het gezicht richting de leider, van het uiteinde van het slot naar binnen wordt geleid om met één of twee handen te worden vastgehouden en dan weer terug wordt geleid naar hetzelfde uiteinde van het slot. Voor de ogenschijnlijk heel eenvoudige push break is "compressie" of "weerstand" nodig om het patroon te kunnen volbrengen. Terwijl de armen sterk maar flexibel blijven, mag er niet te veel aan de armen worden getrokken of geduwd, maar aan het lichaam. De sugar push bestaat al sinds 1952. Soms wordt deze figuur de "six-count basic" (basisfiguur van zes tellen) genoemd. Telling: 1 2 3en4 5en6.
- Whip: Basisfiguur van acht tellen met veel variaties. Bij een normale whip wordt de volger langs de leider geleid en dan terug richting het uiteinde van het slot gestuurd ("whipped") waar hij of zij vandaan kwam. Het standaardvoetenwerk voor de whip is een uitbreiding op het patroon van zes tellen doordat er twee loopstappen tussen de triple-stappen worden toegevoegd. Het voetenwerk is dus "stap stap tri-ple-stap stap stap tri-ple-stap." Telling: 1 2 3en4 5 6 7en8.

## Geografische spreiding
De westcoastswing wordt overal ter wereld gedanst, maar is het populairst in de Verenigde Staten, in staten als Californië en Texas.
De westcoastswing is in ieder geval populair in Bratislava, Frankrijk, Rusland, Duitsland, Israël, IJsland, Nieuw-Zeeland, Australië, Oostenrijk, Polen, Hongarije, Roemenië, Letland, Zweden, Noorwegen, Nederland, Finland, Wit-Rusland, Panama en het Verenigd Koninkrijk.